# FK Mačva Šabac
FK Mačva Šabac (Servisch: Фудбалски клуб Мачва Шабац, Fudbalski klub Mačva Šabac) is een Servische voetbalclub uit Šabac. 
De club werd in 1919 opgericht en speelde in de regionale competities rond Belgrado en Novi Sad. In het seizoen 1930/31 speelde Mačva Šabac in de Joegoslavische Prva Liga waaruit het direct weer degradeerde. Hierna kwam de club weer uit in de regionale reeksen. Mačva Šabac speelde ook in de seizoenen 1951 en 1952 op het hoogste Joegoslavische niveau. Hierna zakte de club weer weg naar regionale competities.
In 2014 won Mačva Šabac haar poule in de Srpska Liga (derde niveau). Het verblijf in de Prva Liga bleef hierna echter beperkt tot een seizoen. In 2016 won de club wederom haar poule in de Srpska Liga. Het seizoen daarna won Mačva Šabac de Prva Liga en speelde vanaf 2018 in de Superliga. Daar handhaafde de club zich in het seizoen 2018/19 met een twaalfde plaats.
Borac ·
Dubočica ·
Grafičar · 
Inđija ·
Javor-Matis ·
Mačva Šabac ·
Mladost GAT ·
Radnički Sremska Mitrovica ·
Radnik Surdulica · 
Sloboda ·
Sloven Ruma ·
Smederevo ·
Trayal Kruševac ·
Voždovac ·
Vršac ·
Zemun